# ピラミンクスクリスタル

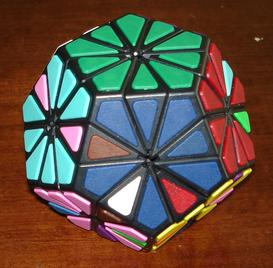
ピラミンクスクリスタル

ピラミンクスクリスタル(Pyraminx Crystal)はルービックキューブ及びメガミンクスに似た正十二面体のパズルである。
ウヴェ・メファートのパズルショップ「Meffert's」で売り出されている。

## 歴史

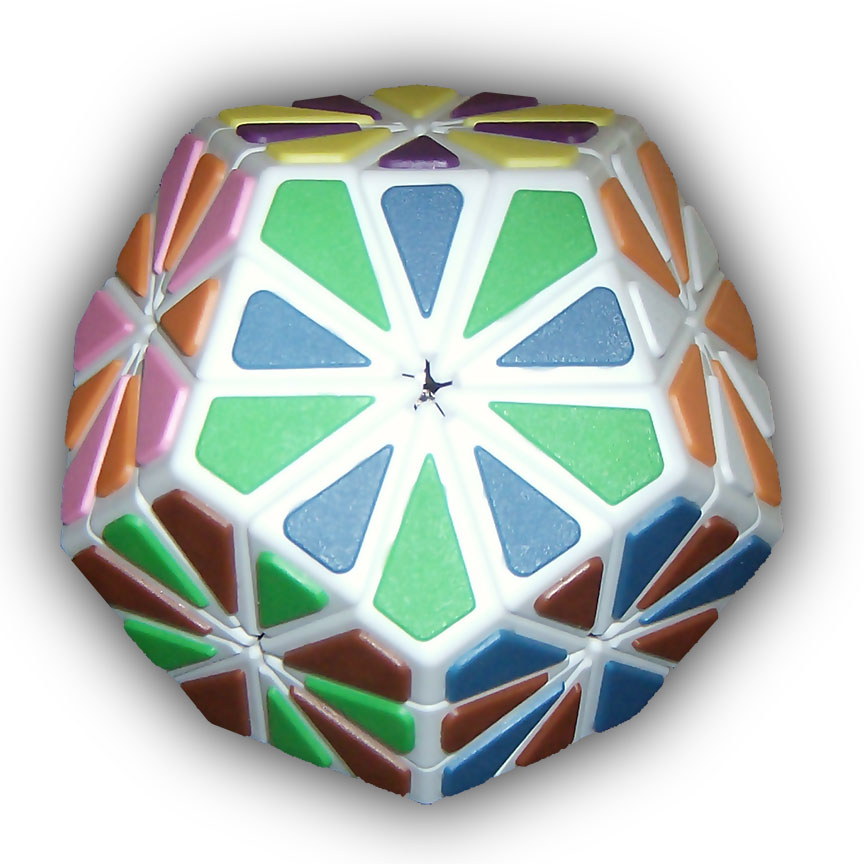
白ボディバージョン

ピラミンクスクリスタルの特許は1987年7月16日にヨーロッパで取られた。特許番号はDE8707783Uである。
パズルファンのリクエストにより、2007年末にメファートによって世界的に製造が始められ、2008年2月に初めて発売された。
12色の面があるパズルで、黒と白の2種類のボディパターンが売られている。

## 組み合わせの数
{\displaystyle {\frac {30!\times 2^{27}\times 20!\times 3^{19}}{60}}\approx 1.68\times 10^{66}}

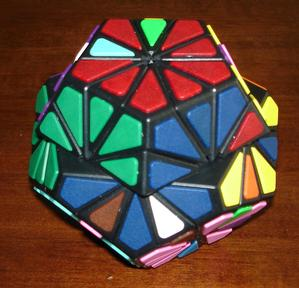
ツイスト状態

組み合わせの数は167 782 694 255 872 245 204 193 387 189 409 175 281 146 860 685 032 947 712 000 000 000である。